# Shahrol Yuzy
Shahrol Yuzy (Teluk Intan, Perak, 23 de enero de 1976) es un expiloto de motociclismo malayo, que compitió en el Campeonato del Mundo de Motociclismo entre 1996 y 2002. Despùés de su retiro del mundo del motociclismo a finales de 2002, fue el mentor del equipo Petronas Sprinta Racing para el Malaysian Cub Prix desde 2003 hasta 2007 antes de fichar por el equipo Modenas Yuzy Pachi en 2008.

## Resultados en el Campeonato del Mundo
Sistema de puntuación de 1993 hasta 2022:
| Posición | 1.º | 2.º | 3.º | 4.º | 5.º | 6.º | 7.º | 8.º | 9.º | 10.º | 11.º | 12.º | 13.º | 14.º | 15.º |
| Puntos   | 25  | 20  | 16  | 13  | 11  | 10  | 9   | 8   | 7   | 6    | 5    | 4    | 3    | 2    | 1    |

### Carreras por año
| Año  | Cat.  | Moto   | 1       | 2       | 3       | 4       | 5      | 6      | 7      | 8       | 9       | 10      | 11      | 12     | 13     | 14      | 15      | 16     | Pts. | Pos. |
| ---- | ----- | ------ | ------- | ------- | ------- | ------- | ------ | ------ | ------ | ------- | ------- | ------- | ------- | ------ | ------ | ------- | ------- | ------ | ---- | ---- |
| 1996 | 250cc | Yamaha | MAL 16  | INA -   | JPN -   | ESP -   | ITA -  | FRA -  | NED -  | GER -   | GBR -   | AUT -   | CZE -   | IMO -  | CAT -  | BRA -   | AUS -   |        | 0    | -    |
| 1997 | 125cc | Honda  | MAL Ret | JPN -   | ESP -   | ITA -   | AUT -  | FRA -  | NED -  | IMO -   | GER -   | BRA -   | GBR -   | CZE -  | CAT -  | INA 18  | AUS 19  |        | 0    | -    |
| 1998 | 250cc | Honda  | JPN -   | MAL 17  | ESP -   | ITA -   | FRA -  | MAD -  | NED -  | GBR -   | GER -   | CZE -   | IMO -   | CAT -  | AUS -  | ARG -   |         |        | 0    | -    |
| 1999 | 250cc | Honda  | MAL Ret | JPN -   | ESP 20  | FRA -   | ITA -  | CAT -  | NED -  | GBR -   | GER -   | CZE -   | IMO -   | VAL -  | AUS -  | RSA -   | BRA -   | ARG -  | 0    | -    |
| 2000 | 250cc | Honda  | RSA Ret | MAL 18  | JPN 19  | ESP Ret | FRA 13 | ITA 11 | CAT 20 | NED Ret | GBR Ret | GER 18  | CZE 12  | POR 10 | VAL 14 | BRA Ret | PAC 11  | AUS 19 | 25   | 18.º |
| 2001 | 250cc | Yamaha | JPN Ret | RSA 11  | ESP Ret | FRA 15  | ITA 9  | CAT 12 | NED 26 | GBR 10  | GER 11  | CZE Ret | POR 10  | VAL 12 | PAC 19 | AUS 10  | MAL Ret | BRA 23 | 44   | 15.º |
| 2002 | 250cc | Yamaha | JPN Ret | RSA Ret | ESP 13  | FRA 13  | ITA 9  | CAT 8  | NED 10 | GBR 10  | GER 11  | CZE Ret | POR Ret | BRA 9  | PAC 18 | MAL 9   | AUS 15  | VAL 11 | 58   | 15.º |

| Color     | Resultado                                                               |
| --------- | ----------------------------------------------------------------------- |
| Oro       | Ganador                                                                 |
| Plata     | 2.ª plaza                                                               |
| Bronce    | 3.ª plaza                                                               |
| Verde     | Finalizó en los puntos                                                  |
| Azul      | Finalizó sin puntos                                                     |
| Azul      | NC - No clasificado                                                     |
| Violeta   | Ret - No terminó (Carrera)                                              |
| Rojo      | DNQ - No se clasificó                                                   |
| Negro     | DSQ - Descalificado                                                     |
| Blanco    | DNS - No empezó (carrera)                                               |
| Blanco    | WD - Retirado (fin de semana)                                           |
| Blanco    | C - Carrera cancelada                                                   |
| Sin color | DNP - Inscrito pero no participó                                        |
| Sin color | INJ - Lesionado                                                         |
| Sin color | EX - Excluido                                                           |
| Estado    | Resultado                                                               |
| Negrita   | Pole position                                                           |
| Cursiva   | Vuelta rápida                                                           |
| †         | Abandona, pero clasifica al completar el porcentaje requerido para ello |